# The Animal Kingdom
Pour les articles homonymes, voir Animal Kingdom.
Pour plus de détails, voir Fiche technique et Distribution.
The Animal Kingdom est un film américain réalisé par Edward H. Griffith et George Cukor, sorti en 1932.

## Synopsis
Tom Collier, jeune éditeur, a entretenu une liaison passionnée et intellectuelle avec une dessinatrice, Daisy Sage. Celle-ci ayant mis un terme à leur relation, il a fait la connaissance de Cecilia, qu'il a rapidement décidé d'épouser. Alors que les fiançailles sont annoncées, Daisy, toujours amoureuse, fait son retour, mais trop tard. Le mariage a lieu. Sous l'influence de Cecilia, Tom Collier, qui était un éditeur intègre et exigeant, fait de plus en plus de concessions commerciales. Daisy, elle, demeure fidèle à elle-même. Tom Collier se retrouve à évoluer, par amour pour sa femme, dans un milieu de conventions bourgeoises qui ne l'intéressent pas.

## Fiche technique
- Titre : The Animal Kingdom
- Réalisation : Edward H. Griffith et George Cukor (non crédité)
- Scénario : Horace Jackson, d'après la pièce de Philip Barry
- Production : David O. Selznick
- Société de production et de distribution : RKO Pictures
- Musique : Max Steiner
- Photographie : George J. Folsey
- Montage : Daniel Mandell
- Direction artistique : Van Nest Polglase
- Costumes : Howard Greer et Walter Plunkett (non crédités)
- Pays de production :  États-Unis
- Format : Noir et blanc - mono
- Genre : Drame
- Durée : 85 minutes
- Dates de sortie : 
  - États-Unis : 23 décembre 1932 (première)
  - États-Unis : 28 décembre 1932 (sortie nationale)

## Distribution
- Ann Harding : Daisy Sage, une dessinatrice de mode à succès, l'ancienne maîtresse de Tom qui l'aime toujours
- Leslie Howard : Tom Collier, un éditeur qui se marie avec une femme du monde
- Myrna Loy : Cecilia Henry Collier, une femme du monde qui a épousé Tom
- William Gargan : Red Regan, un ancien boxeur et majordome atypique des Collier
- Neil Hamilton : Owen Fiske, un écrivain ami de Daisy et de Cecilia
- Ilka Chase : Grace, une amie chic de Cecilia
- Henry Stephenson : Rufus Collier, le riche père de Tom
- Leni Stengel : Franc Schmidt, l'amie de Daisy
- Don Dillaway : Joe Fiske, un écrivain
- William B. Davidson : le mari de Grace
- Harry Lee : un imprimeur
- Fred O'Neil : un imprimeur
- C. Gunnison : un imprimeur
- Curtis Benton : le speaker de la radio
- Henry Barrows : un invité de la fête

## Autour du film
- Le film a été coréalisé par George Cukor, non crédité au générique.

- Dates de tournage : du 1er octobre au 25 novembre 1932 et scènes additionnelles dirigées par George Cukor le 7 décembre 1932. Sortie officielle : 28 décembre 1932[1].

- Le tout premier film à être projeté au Roxie Theatre à New York City[2].

- Leslie Howard, qui était réputé pour être un coureur de jupons, était très proche de sa partenaire Myrna Loy pendant le tournage. Les deux acteurs ont nié toute implication. Toutefois, un récent documentaire, consacré à Howard avec des images d'archives, montre l'acteur britannique en train de flirter ouvertement avec l'actrice, qui ne semble pas indifférente. Les deux stars auraient eu une liaison secrète[3].